# Közönséges angyalcápa
A közönséges angyalcápa (Squatina squatina) a porcos halak (Chondrichthyes) osztályának angyalcápa-alakúak (Squatiniformes) rendjébe és az angyalcápafélék (Squatinidae) családjába tartozó faj.
A Squatina halnem típusfaja.

## Előfordulása
Atlanti-óceán északkeleti részén, délre a Kanári-szigetekig és Afrika (Nyugat-Szahara) partjaiig, a Földközi-tengerben és a Fekete-tengerben honos. Országok szerinti előfordulása:Albánia, Algéria, Belgium, Bosznia-Hercegovina, Bulgária, Horvátország, Ciprus, Dánia, Egyiptom, Franciaország (Korzika), Grúzia, Németország, Görögország, Írország, Izrael, Olaszország (Szardínia), Mauritánia, Montenegró, Hollandia, Norvégia, Portugália, Románia, Oroszország, Szlovénia, Spanyolország, Svédország, Szíria, Tunézia, Törökország, Ukrajna, az Egyesült Királyság, Nyugat-Szahara. A kontinentális talapzat (self) fenéklakója, mintegy 150 méteres mélységig. Félsós környezetben is megél, ezért folyótorkolatok közelében is megtalálható. Populációinál évszakos észak-déli vándorlás figyelhető meg
Egykor meglehetősen gyakori volt az Atlanti-óceán és a Földközi-tenger környékén, de a 20. században a kihalás közelébe került a környezetszennyezés és élőhelyeinek bolygatása miatt. Valószínűsítik, hogy egy kis populációja él még Wales partjainál.

## Rendszertani besorolása
Besorolását már a binomális nomenklatúra bevezetője, Carl von Linné elvégezte a Systema Naturae 1758-as tizedik kiadásában. Nála még Squalus squatina néven szerepelt. 1806-ban André Marie Constant Duméril az összes angyalcápa összefoglaló neveként használta a Squatina genusnevet.

## Megjelenése
A nőstény testhossza 2,4 méter, a hímek 1,8 méterre nőnek. Az eddig ismert legnagyobb példány 80 kilogrammos volt. A test elülső része széles és lapos, a hátsó rész vaskos, izmos, ezért a rájákra hasonlít. Szeme feltolódott a koponya tetejére; alatta helyezkedik el az öt kopoltyúrés. A páros úszók (mellkasi és kismedencei uszonyok) nagyok, laposak. Két hátuszonya van. A cápáknál szokatlan módon a farokúszó alsó lebenye hosszabb, mint a felső. A hát középvonalában időnként tüskesor húzódik.
Fogai kicsik, tűszerűek és kevéssé differenciáltak.
Színe szürke, vöröses vagy barnás.

## Életmódja, élőhelye
Általában mozdulatlanul fekszik a tengerfenéken, vagy annak homokjában elrejtőzve les zsákmányára. A halakat, rákokat, és a különféle puhatestűeket egyaránt megeszi. Kedvenc táplálékai a lepényhalak. Éjszaka aktívabb.
|  |

### Szaporodása
Más cápafajokhoz hasonlóan ál-elevenszülő. A többi angyalcápafélétől megkülönbözteti az a tulajdonsága, hogy a jobb oldali petefészke több embriót termel, mint a másik. Az ovuláció gyakorisága nem eléggé ismert, a jelenlegi adatok alapján méretfüggő. A terhesség elterjedési területének déli részén decembertől februárig tart. Északra haladva ez későbbre tolódik, a Brit-szigeteknél már július. Az újszülöttek 24–30 cm hosszúak. 
Az angyalcápáknál a hímek rendkívül agresszívek lehetnek a párzási időszakban, és előfordulhat, hogy a nőstények sérüléseket szenvednek vagy elpusztulnak a párzási küzdelmek során.